# Libériusz
A Libériusz latin eredetű férfinév, jelentése: szabad, szabadon született.

## Gyakorisága
Az 1990-es években szórványos név, a 2000-es években nem szerepel a 100 leggyakoribb férfinév között.

## Névnapok
- december 30.[2]